# Zonitis nigroaenea
Zonitis nigroaenea es una especie de coleóptero de la familia Meloidae.

## Distribución geográfica
Habita en Adelaida (Australia).